# Norddörfer

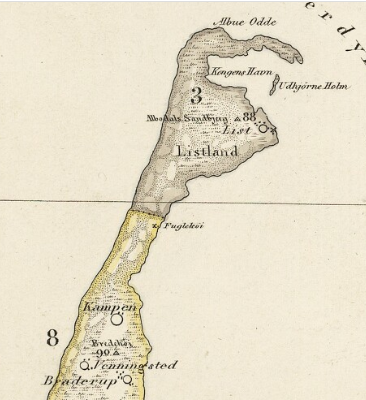
Die frühere Grenze zwischen dem Listland (bis 1864 unmittelbar Dänemark zugehörig) und den Norddörfern (bis 1864 zu Schleswig und somit nur mittelbar Dänemark zugehörig)

Norddörfer (nordfriesisch: Nuurðtērper, dänisch: Nordbyerne) bezeichnet die nördlich von Westerland und südlich von List auf der Insel Sylt gelegenen Ortschaften Wenningstedt, Braderup und Kampen. Zeitweise bildeten diese Orte auch eine Gemeinde im Kreis Tondern (ab dem 19. Oktober 1920 Kreis Südtondern) in der preußischen Provinz Schleswig-Holstein.

## Geographie

### Lage
Die Gemeinde umfasste das Gebiet der Insel Sylt nördlich von Westerland und südlich von List.

### Fläche und Einwohnerzahl
Am 1. Dezember 1905 hatte die Gemeinde 394 Einwohner, die auf einer Fläche von 15,14 km2 lebten.

### Orte
Die Orte in der Gemeinde Norddörfer waren Braderup, Kampen (Sylt) und Wenningstedt.

## Geschichte
Der Begriff bildet die frühere administrative Teilung der Insel in einen zum Herzogtum Schleswig gehörenden Hauptteil und einem als königliche Enklave unmittelbar zu Dänemark gehörende Teil um den Ort List ab. Während das Listland unmittelbar dem dänischen König unterstellt war, fungierte das schleswigsche Herzogtum als dänisches Lehen. Auch nach dem Deutsch-Dänischen Krieg 1864 und dem Übergang der Insel an Deutschland, erhielt sich List eine weitgehende Selbstständigkeit. Die drei Ortschaften Wenningstedt, Braderup und Kampen bildeten somit die nördlichsten Dörfer des früher zu Schleswig gehörenden Hauptteils der Insel, während List noch weiter nördlich im königlichen Teil lag.
Am 27. Juni 1871 wurde die Gemeinde Norddörfer durch den Zusammenschluss der als Sylter Norddörfer bezeichneten Orte Braderup, Kampen und Wenningstedt neu gebildet.
Am 21. März 1927 wurde die Gemeinde Kampen durch Abtrennung von der Gemeinde Norddörfer neu gebildet.
Schließlich wurde der verbliebene Rest der Gemeinde am 1. Juli 1927 in Wenningstedt umbenannt.

## Sonstiges
Die Bezeichnung „Norddörfer“ wird bis heute in den Namen der evangelisch-lutherischen Kirchengemeinde Norddörfer und des Sportvereins SC Norddörfer geführt.